# Burden (Luxemburg)
Burden (en luxemburguès: Bierden; en alemany:  Bürden) és una vila de la comuna d'Erpeldange  situada al districte de Diekirch del cantó de Diekirch. Està a uns 30 km de distància de la ciutat de Luxemburg.